# Caelostomus ambiguus
Caelostomus ambiguus là một loài bọ chân chạy thuộc phân họ Pterostichinae. Loài này được Tschitscherine mô tả năm 1900.
Loài này có ở Madagascar.